# Haris Vučkić
Haris Vučkić (n. 21 august 1992) este un fotbalist sloven, care joacă pe postul de mijlocaș ofensiv pentru FC Twente.
Vučkić a jucat pentru Slovenia la fiecare categorie de vârstă la tineret, jucând și pentru echipa națională mare împotriva Scoției la 29 februarie 2012.

## Cariera pe echipe

### Domžale
Născut în Ljubljana, Slovenia, Vučkić a jucat fotbal la NK Domžale din Domžale, un mic oraș din centrul Sloveniei, în timpul tinereții.
La câteva luni de la împlinirea vârstei de 16 ani și-a făcut debutul pentru clubului împotriva lui NK Celje într-un meci din Prima Ligă Slovenă care a avut loc la 24 mai 2008, intrând pe teren în final de meci Deoarece era prea tânăr în conformitate cu regulile Asociației de Fotbal din Slovenia, clubul său a fost amendat. După ce a împlinit vârsta de 16 ani în august 2008, a fost în cele din urmă promovat la prima echipă, unde a jucat patru meciuri în campionat, după care a fost transferat de Newcastle United din Premier League.

### Newcastle United
La 16 ianuarie 2009, s-a confirmat faptul că Vučkić a semnat un contract pe trei ani  și jumătate cu Newcastle United dinPremier League. La acea vreme, a fost considerat unul dintre cei mai promițători jucători din Europa, dând înainte probe la AC Milan.
Vučkić și-a făcut prima apariție pentru echipa de rezerve a lui Newcastle, pe 16 februarie 2009, când a intrat de pe bancă și a înscris golul victoriei împotriva rezervelor lui Blackburn, cu un șut cu stângul în colțul de jos al porții de la 20 de metri. El a marcat primul său gol pentru echipa U18 în debutul său în campionat într-o victorie cu 4-2 în deplasare cu Derby.
El a înscris trei goluri pentru echipa de rezerve, două goluri pentru U18 și încă cinci în sezonul 2009-2010. Vučkić a debutat la Newcastle United pe 26 august 2009 într-un meci de Cupă a Ligii cu Huddersfield Town, unde a jucat ca extremă stângă. Cinci zile mai târziu, Vučkić a intrat de pe bancă pentru a-l înlocui pe atacantul Nile Ranger într-o victorie cu 1-0 asupra lui Leicester City. Aceasta a fost prima sa apariție în campionat pentru club.
Vučkić a marcat primul său gol pentru echipa mare a lui Newcastle împotriva lui Carlisle United într-un meci amical pe 17 iulie 2010, cu un șut în colțul din stânga al porții. În sezonul 2010-2011, antrenorul lui Newcastle, Chris Hughton, a dat mai multor tineri șansa să joace în Cupa Ligii, Vučkić a jucat în a doua rundă împotriva lui Accrington Stanley la mijlocul terenului, alături de colegul său de la tineret, Ryan Donaldson. După ce Newcastle a avansat cu o victorie de 3-2, a jucat în a treia rundă în deplasare cu Chelsea, unde Newcastle a depășit așteptările câștigând cu 4-3 într-o întâlnire palpitantă. El a continuat să joace în această competiție și în runda a patra a Cupei Ligii împotriva lui Arsenal, fiind numit omul meciului, în ciuda faptului că Newcastle United a pierdut cu 4-0. În ianuarie 2011 Vučkić a semnat un nou contract  pe cinci ani și jumătate cu Newcastle.
La 26 iulie 2011, Vučkić a reușit să înscrie din nou pentru Newcastle, marcând ultimul gol al victoriei cu 3-0 cu echipa americană Columbus Crew. În următorul meci al lui Newcastle United, împotriva lui Leeds United de la Elland Road, Vučkić a reușit să înscrie al doilea gol al echipei sale, care a pierdut cu 3-2. El si-a făcut debutul în Premier League pe 28 august 2011 împotriva lui Fulham intrând în minutul 78, dar el însuși a fost înlocuit șapte minute mai târziu, după ce s-a accidentat la un deget. El a revenit la echipă intrând pe teren din postura de rezervă patru luni mai târziu, într-o remiză 0-0 cu Swansea City. El a fost pentru prima dată titular în Premiership pentru Newcastle împotriva West Bromwich Albion pe 21 decembrie și a dat o bară de la aproximativ 30 de metri.
La 30 august, Vučkić și-a făcut debutul în meciurile europene pentru Newcastle United, intrând în locul accidentatului Ryan Taylor împotriva echipei grecești Atromitos, marcând golul victoriei între timp acest proces, trimițând-o pe Newcastle în grupele Europa League.

#### Cardiff City (împrumut)

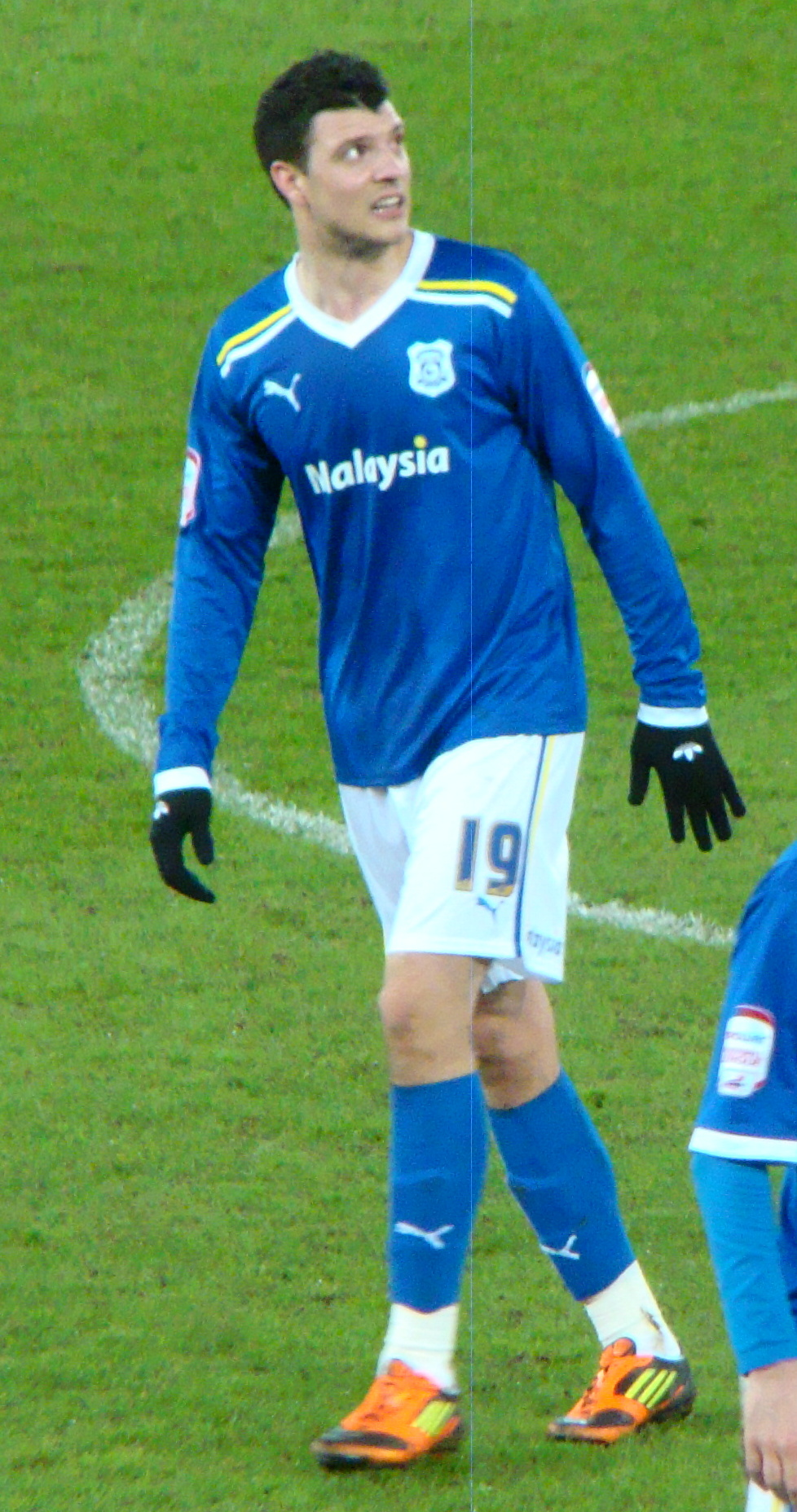
Vučkić jucând pentru Cardiff City în 2012

La 9 februarie 2012, Vučkić a fost împrumutat la Cardiff City pentru o lună. El a debutat în înfrângerea cu 2-1 suferită în fața lui Leicester City pe 11 februarie, dar a rămas pe teren doar până la pauză, când a fost înlocuit. A înscris primul gol la profesioniști în următorul meci împotriva lui Peterborough United. El a revenit la Newcastle United pe 12 martie, din cauză că mai mulți jucători s-au accidentați, cu jucătorul și Cardiff dorind să continue colaborarea printr-un nou împrumut, însă acest lucru nu s-a materializat din cauza unor accidentărilor cu care se confrunta lotul lui Newcastle.

#### Rotherham United (împrumut)
La 28 noiembrie 2013, Vučkić a ajuns la echipa din liga a treia Rotherham United sub formă de împrumut până la 2 ianuarie 2014. El a înscris primul gol pentru club într-o victorie de 1-0 cu Bradford City pe 26 decembrie 2013. Până la sfârșitul lunii ianuarie 2014, Rotherham a prelungit acordul de împrumut al lui Vučkić la sfârșitul sezonului, timp în care el a ajutat echipa să o învingă Leyton Orient în finala play-offului de pe Wembley, obținând promovarea în Championship.

#### Rangers (împrumut)
La 2 februarie 2015, Vučkić a fost unul dintre cei cinci jucători de la Newcastle United, care au semnat în sezonul 2014-2015 cu echipa de fotbal Rangers din Scoția,. Vučkić a vorbit cu managerul de la Newcastle, John Carver, înainte de a decide să se mute în Scoția; „Nu am intrat în planurile sale în acest moment și m-a plec ca să capăt experiență de joc”. A marcat la debutul său pentru Rangers, într-o înfrângere cu 2-1 împotriva lui Raith Rovers în Cupa Scoției pe 8 februarie 2015 A marcat nouă goluri înainte de a reveni pe Tyneside.

#### Wigan Athletic (împrumut)
Vučkić s-a alăturat echipei Wigan Athletic în septembrie 2015 fiind împrumut pentru un sezon.

#### Bradford City (împrumut)
În ultima zi a ferestrei de transfer de vară din 2016, Vučkić s-a reîntâlnit cu antrenorul său de la Rangers, Stuart McCall, la Bradford City, cu care a semnat un contract de împrumut de șase luni. A marcat primul său gol pentru Bradford într-o remiză din EFL Trophy împotriva lui Bury pe 4 octombrie 2016. Împrumutul s-a încheiat la 3 ianuarie 2017.

### FC Twente
La 23 iunie 2017, Vučkić a semnat cu echipa olandeză FC Twente din postura de jucător liber de contract.

## La națională
El a impresionat în calificările Campionatului European U-17 din 2009 împotriva Turciei, Rusiei și Maltei, unde a marcat trei goluri în trei jocuri. În ciuda faptului că avea doar 16 ani, Vučkić a jucat pentru Slovenia în timpul finalei Campionatului European de la U19, care a avut loc în Ucraina în iulie 2009.
La 10 august 2010, Vučkić a jucat primul meci pentru echipa U-21 din Slovenia. Haris Vučkić a jucat în a doua repriză (din minutul 46) într-un meci de calificare al naționalei U-21 între Suedia și Slovenia, care a avut loc la Trelleborg pe 6 octombrie 2011, după ce a dat o centrare de pe partea dreaptă în minutul 81, Robert Berić a egalat și a stabilit scorul final de 1-1.
La 1 octombrie 2010, Vučkić a fost convocat în lotul de 23 de jucători ai naționalei de fotbal a Sloveniei pentru meciurile de calificare UEFA Euro 2012 împotriva Insulelor Feroe și a Estoniei, programate pentru 8 și 12 octombrie 2010. Vučkić a fost rezervă împotriva împotriva Insulelor Feroe și nu a mai făcut deplasarea în Estonia, întorcându-se la echipa U-21
Vučkić a debutat pentru echipa națională mare la 29 februarie 2012, înlocuindu-l pe Valter Birsa în minutul 61 al meciului amical cu Scoția.

## Viața personală
Vučkić este fratele mai mic al fotbalistului profesionist Alen Vučkić, fundaș care joacă pentru Krka. Vučkić s-a născut în Ljubljana, Slovenia. Pentru că tatăl său este de origine bosniacă, Bosnia și-a dorit să-l convoace. Cu toate acestea, Vučkić a declarat că este sloven și că așa va fi și în viitor. El a declarat public că va sta la dispoziția tuturor categoriilor de vârstă ale naționalei Sloveniei dacă va fi convocat.